# Língua helong
Helong é uma língua Malaio-Polinésia Central falada em Timor Ocidental, Indonésia por cerca de 14 mil pessoas. Seus falantes estão disperos entre os falantes da língua amarasi.